# القابلة (تعز)
القابلة هي إحدى قرى الجمهورية اليمنية. وهي تتبع جغرافيًا لمحافظة تعز. وإداريًا لمديرية الصلو. يبلغ تعداد سكانها 1247 نسمة حسب الإحصاء الذي جرى عام 2004.